# Класна мрежа
Класна мрежа (енгл. Classful network) је појам који је уведен после првог круга промена у структури ИП адреса у оквиру ИПв4 стандарда.
Захваљујући безкласним мрежама, данас се појмови из ове технологије не употребљавају.
На пример оно што је одговарало ранијој мрежи Б класе, је у безкласним мрежама „скуп /16 адреса“.

## Начин рада
Сви рачунари у једној рачунарској мрежи имају јединствене ИП адресе.
Сваки рачунар осим своје адресе, посредно има податак и о адреси своје мреже.
До тог податка се долази бинарним маскирањем мрежном маском задњих битова у адреси рачунара.
Тако, на пример, рачунар са адресом 192.168.10.22 и мрежном маском 255.255.255.0 (24 бита), има адресу мреже 192.168.10.0, која припада Ц класи.
```
адреса 192.168. 10. 22     11000000 10101000 00001010 00010110
маска 255.255.255.  0     11111111 11111111 11111111 00000000
--------------------------------------------------------------
мрежа 192.168. 10.  0     11000000 10101000 00001010 00000000
```

Увођење класа је одредило колико почетних битова у адреси је фиксно за неку класу и колико задњих битова се маскира у тој класи.

## Класе мрежа
На основу класе ИП адресе се деле у класе А, Б и Ц.
У експерименталној употреби су биле и класе Д и Е.
| Класа                 | Почетни битови | битова за мрежу | битова за рачунаре |
| --------------------- | -------------- | --------------- | ------------------ |
| Класа A               | 0              | 8               | 24                 |
| Класа Б               | 10             | 16              | 16                 |
| Класа Ц               | 110            | 24              | 8                  |
| Класа Д (мултикаст)   | 1110           |                 |                    |
| Класе Е (резервисано) | 1111           |                 |                    |

## Опсег ИП адреса по класама
- класа А :   0.0.0.0 - 127.255.255.255, бинарно 0xxxxxxx xxxxxxxx xxxxxxxx xxxxxxxx
- класа Б : 128.0.0.0 - 191.255.255.255, бинарно 10xxxxxx xxxxxxxx xxxxxxxx xxxxxxxx
- класа Ц : 192.0.0.0 - 223.255.255.255, бинарно 110xxxxx xxxxxxxx xxxxxxxx xxxxxxxx
- класа Д : 224.0.0.0 - 239.255.255.255, бинарно 1110xxxx xxxxxxxx xxxxxxxx xxxxxxxx
- класа Е : 240.0.0.0 - 255.255.255.255, бинарно 1111xxxx xxxxxxxx xxxxxxxx xxxxxxxx

У оквиру класе А мреже са првим бајтом 0 и 127 су резервисане за посебне намене.
Једноставније речено, класе се могу побројати на основу првој бајта у адреси:

- класа А :   1 - 126
- класа Б : 128 - 191
- класа Ц : 192 - 223
- класа Д : 224 - 239
- класа Е : 240 - 255

## Број мрежа по класи
Свака класа има дефинисано колико је битова адресе одређено за мрежу, а колико за уређаје на тој мрежи. Тај однос се одређује мрежном маском.
- Класа А

Има 8-битну мрежну маска (255.0.0.0), уз први бит фиксиран на нула.
Уз резервисане нулту и 127 мрежу, имамо укупно 126 мрежа.
За клијенте је резервисано 24 бита, што даје око 16 милиона могућих клијената на једној мрежи.
- Класа Б

Има 16-битну мрежну маску (255.255.0.0) и прва два бита фиксирана (10).
За клијенте је резервисано задњих 16 битова.
То даје око 16.000 различитих мрежа свака са по 65.000 рачунара максимално.
- Класа Ц

Има 24-битну мрежну маска (255.255.255.0) и прва три бита фиксирана (110).
За клијенте је резервисано задњих 8 битова.
То даје око 2 милиона мрежа са по 254 адреса.
Адресе 0 и 255 (и уопштено на свакој мрежи адресе са свим нулама и свим јединицама) имају посебне намене и не могу се доделити клијентима.

## Приватне адресе по класама
У свакој од класа постоји блок приватних адреса.
У складу са мрежном маском и потребама мреже (бројем уређаја), одређује се којој класи ће припадати приватна мрежа.
- Класа А

има резервисан опсег 10.0.0.0 - 10.255.255.255, 1 мрежа, са максимално 16 милиона клијената
- Класа Б

има резервисан опсег 172.16.0.0 - 172.31.255.255, 16 мрежа, са максимално 65.000 клијената
- Класа Ц

има резервисан опсег 192.168.0.0 - 192.168.255.255, 256 мрежа, свака са максимално 254 клијената